# Pachydactylus capensis
Pachydactylus capensis — вид геконоподібних ящірок родини геконових (Gekkonidae). Мешкає в Південній Африці. Вид названий на честь німецького герпетолога Вольфганга Бьома.

## Поширення і екологія
Pachydactylus capensis мешкають на півдні Анголи, на сході Намібії, на більшій частині Ботсвани і внутрішніх районах ПАР та на заході Лесото. Вони живуть в саванах, на луках, в чагарникових заростях і напівпустелях, серед скель і покинутих термітників. Зустрічаються на висоті від 500 до 1800 м над рівнем моря.